# Blatník (tvrz)
Blatník je zaniklá tvrz z konce třináctého nebo začátku čtrnáctého století. Stávala severně od dnes rovněž neexistující stejnojmenné vesnice nedaleko původního koryta Labe. Místo, kde tvrz stávala, se nachází na území obce Rybitví u Pardubic. Tomáš Durdík Blatník zařadil mezi objekty, které svým charakterem stály na pomezí tvrze a hradu.

## Historie
První písemná zmínka o tvrzi je z roku 1339 a nachází se v přídomku Ctibora z Blatníka, který podle Augusta Sedláčka mohl patřit k rodu pánů z Cimburka. Už v roce 1244 existovala ves Blatník, kterou tehdy Jan Zbislavovic daroval klášteru v Litomyšli. Ctiborovým nástupcem se stal Bernard z Cimburka připomínaný v letech 1349 a 1363. Po něm Blatník patřil Albrechtovi z Cimburka, který tvrz roku 1377 prodal Janovi z Orle, opatovi Opatovického kláštera. Smlouvu 23. května téhož roku potvrdil Karel IV. Tvrz mohla zaniknout vzápětí poté, nebo při dobytí a zničení kláštera husity v roce 1421. Na jméno tvrze po nějakou dobu odkazoval tzv. Blatnický přívoz přes Labe.

## Stavební podoba
Podle plánu Františka Alexandra Hebera se z tvrze koncem první poloviny devatenáctého století dochovalo okrouhlé tvrziště s průměrem asi dvacet metrů, které obklopoval příkop a val. Na západě ke tvrzišti přiléhal statek se čtvercovým půdorysem a délkou strany asi čtyřicet metrů, obehnaný méně výrazným příkopem. Čtvercová plocha vymezená příkopem s poloviční délkou strany se nacházela severně od tvrziště.
August Sedláček tvrz popsal jako malý vodní hrad. Podle jeho popisu nakreslil Karel Liebscher rekonstrukci původní podoby tvrze. Její dominantou je okrouhlá obytná věž a další věž podle Liebschera stála ve čtvercovém ohrazení severně od tvrziště. Okrouhlé obytné věže však nebyly na českých tvrzích prokázány a severní areál nemusel být součástí tvrze, ale mohlo souviset s jejím dobýváním. Dnes se areál bývalé tvrze nachází v nepřístupném prostoru chemických závodů společnosti Explosia a nic se z něj nedochovalo.